# Platné číslice
Číslice čísla se nazývají platná místa, jestliže se předpokládá, že odpovídající číslo leží mezi hranicemi chyby poslední číslice. Příklady: Zápisu
{\displaystyle a=21\times 10^{2}}
se dvěma platnými místy vyhovuje každé číslo {\displaystyle a} mezi 2 050 a 2 150.
Zápisu
{\displaystyle b=410,\!0}
se čtyřmi platnými místy vyhovuje každé číslo {\displaystyle b} mezi 409,95 a 410,05.
Jde-li o údaje veličin s normálním rozdělením s přidruženou standardní nejistotou, doporučuje se výhodnější (a obecnější) zápis těchto hodnot ve tvaru
{\displaystyle a=2\,100(50)}; resp.
{\displaystyle b=410,\!00(5)}.
V takovém zápisu veličiny, např. délky, ve tvaru
{\displaystyle l=a(b)} m
znamená {\displaystyle l} délku v metrech, {\displaystyle a} číselnou hodnotu a {\displaystyle b} standardní nejistotu vyjádřenou pomocí posledního platného místa v {\displaystyle a}.
Příklad: Zápis
{\displaystyle l=12\,345,\!678(21)} m
znamená takovou délku {\displaystyle l} v metrech, jejíž číselná hodnota leží s příslušnou pravděpodobností kdekoli mezi hodnotami
{\displaystyle 12\,345,\!657} a {\displaystyle 12\,345,\!699}.
Není správné pro toto užívat tvar {\displaystyle l=(12\,345,\!678\pm 0,\!021)} m, protože má jiný význam. Značka "±" totiž vyjadřuje v matematice jen dvě hodnoty, viz např. vzorec pro dva kořeny kvadratické rovnice
{\displaystyle x_{1,2}={\frac {-b\pm {\sqrt {D}}}{2a}}}.